# 比格尔·施密特
比格尔·施密特（德語：Birger Schmidt，1980年7月16日—），德国男子赛艇运动员。他曾代表德国参加意大利米兰举行的2003年世界赛艇锦标赛，获得男子轻量级八人单桨有舵手金牌。